# Валленродская библиотека
Валленродская библиотека (нем. Wallenrodtsche Bibliothek) — существовавшее в Кёнигсберге в XVII—XX веках книжное собрание.

## Становление
Библиотека получила название по имени её основателя, Мартина фон Валленродта (1570—1632), происходившему из дворянского прусского рода Валленродтов. Мартин собирал книги по самым различным отраслям знания. Первое его книжное собрание насчитывало около трёх тысяч томов, но оно погибло полностью во время пожара в 1623 году. Однако собиратель начал заново собирать библиотеку. К моменту смерти Мартина фон Валленродта восстановленный фонд библиотеки составлял около двух тысяч книг. Передавая своё книжное собрание наследникам, Мартин в своём завещании написал: «Книги — источник мудрости и фундамент образования, и их надо строго беречь».

## Развитие
Самым активным продолжателем дела отца стал его младший сын, Иоганн Эрнст (1615—1697). Этот образованный человек, бывший гуманистом, изучал в Кёнигсбергском университете юриспруденцию и древние языки. В поисках знаний он побывал во многих странах Европы и даже в Северной Америке. Отовсюду он привозил книги для пополнения библиотеки.
В 1650 году библиотека по решению совета города Кнайпхофа (одного из трёх Кёнигсбергских городов) и с согласия графа была размещена в башне кафедрального собора Кёнигсберга. При этом Эрнст выкупил у города те комнаты, в которых располагалась библиотека, которую он сам предпочитал называть «учёным кабинетом мудрствования». В соответствии с его наказом «в библиотекари выбирали только образованных людей».
Благодаря Иоганну Эрнсту библиотека стала одновременно и своеобразным географическим музеем, где хранились его путевые заметки, рассказы о великих путешественниках прошлого, глобусы, географические карты, а также многочисленные заморские сувениры и диковинки.
Хранились в библиотеке и исторические документы, например охранная грамота, данная Карлом V Мартину Лютеру перед посещением им совета в Вормсе.
В середине XVII века помещение библиотеки было оформлено в стиле северо-немецкого акантового барокко голландским художником Христофом Грегором Сангкнехтом и кёнигсбергским резчиком по дереву Исааком Ригой.
В 1675 году библиотека стала частью Кёнигсбергского университета и была открыта для свободного посещения. В непосредственной близости от собора располагался университет. Книжная коллекция Валленродта превышала библиотеку Кёнигсбергского университета и поэтому активно использовалась профессорами и студентами.
Позднее библиотека стала специальным отделом государственной и университетской библиотеки. Окончательно же род Валленродтов передал библиотеку государству в 1721 году на том условии, что Валленродты сохраняли право кураторства библиотеки. Кроме того, библиотека должна была работать в соответствии со специальным режимом. После присоединения Восточной Пруссии к Российской империи была проведена опись важнейших коллекций Кёнигсберга, в их числе —  Валленродской библиотеки: каталог датирован 28 февраля 1758 года. Он содержал 4855 книг: по теологии — 1467, по праву — 548, по медицине — 371, по философии — 1237, по истории — 1207, по полонистике — 25, а также 107 рукописей.
В середине XIX века фонды библиотеки насчитывали уже около десяти тысяч экземпляров книг и рукописей.
В 1908 году часть Валленродской библиотеки была передана в Университетскую библиотеку; 7 тысяч томов были перевезены в новое здание на Миттельтрахгайме (ныне пересечение улиц Пролетарской и Сергеева), остальные (наиболее ценные и редкие тома и дубликаты), остались в башне Кёнигсбергского собора.

## Гибель
Библиотека прекратила своё существование в годы Второй мировой войны. Сначала располагавшаяся в башне библиотека сильно пострадала в результате английских бомбардировок в ночь с 29 на 30 августа 1944 года (погибло 3500 томов), а после штурма города советскими войсками в апреле 1945 года остатки этого богатейшего книжного собрания были разрознены и рассеялись по всему свету.
Подборка редких книг XVI—XVIII веков была обнаружена в помещениях университетской библиотеки, а некоторое количество семейных альбомов XVI—XIX веков — в подвале расположенного неподалёку здания. Эти части библиотеки были обнаружены поисковой бригадой от Комитета по делам культпросветучреждений при Совнаркоме РСФСР под руководством Т. А. Беляевой, действовавшей в Кёнигсберге летом 1945 года.
Вместе с другими находками бригады Беляевой, часть валленродской библиотеки была упакована в ящики и временно размещена в помещении бывшего Государственного архива Кёнигсберга (ныне здание областной научной библиотеки).
Из шестидесяти ящиков с находками 35 должны были остаться в Кёнигсберге, чтобы стать ядром будущего местного музея, а остальные должны были быть отправлены в Москву. Однако даже к началу 1946 года ни один из ящиков в Москву не прибыл. В марте 1946 года в Кёнигсберг по распоряжению комитета по делам культпросветучреждений прибыл директор Центрального хранилища музейных фондов пригородных дворцов Ленинграда А. М. Кучумов. По прибытии в Кёнигсберг Кучумов обнаружил здание бывшего архива пустующим и неохраняемым. Все ящики исчезли в неизвестном направлении.
В августе 1995 года в Координационный центр по поискам культурных ценностей позвонил неизвестный. Он спросил, представляет ли ценность мраморный бюст женщины с надписью «Подарок Кёнигсбергу от Б. Муссолини». Такой бюст находился в одном из ящиков, оставленных на хранение в здании архива вместе с книгами библиотеки Валленродта.
Таким образом, скорее всего, найденные летом 1945 года книги валленродской библиотеки были расхищены и ныне являются экспонатами неафишируемых частных коллекций.
В настоящее время в Балтийском федеральном университете имени Иммануила Канта хранится лишь небольшая часть (291 том XVI—XVIII веков) библиотеки. Она была обнаружена в 1981 году в бывшем закрытом подмосковном спецхране — усадьбе Узкое и благодаря усилиям директора музея Канта О. Ф. Крупиной была возвращена в Калининград.
Часть книг библиотеки Валленродта оказалась в библиотеке польского города Торуни, в библиотеках Москвы, Санкт-Петербурга, Ольштына, Вильнюса, Сибири.

## Воссоздание
В 2005 году был восстановлен исторический облик помещений библиотеки. Деревянная отделка библиотеки была воссоздана специалистом по редкой и раритетной мебели М. Ибрагимовым, по проекту  Генерального директора «Кафедрального собора» И.А.Одинцова .
В 2008 году краевед А.Овсянов передал библиотеке коллекцию монет-солидов Тевтонского ордена.
В помещениях библиотеки проводятся различные культурные мероприятия, в том числе концерты и лекции.